# Alojzij Kuhar
Alojzij Kuhar, slovenski rimskokatoliški duhovnik, politik, časnikar in zgodovinar, * 18. junij 1895, Kotlje, † 28. oktober 1958, New York.
Leta 1918 je končal celovško bogoslovje in bil kaplan v Dobrli vasi. Leta 1919 je odšel v Pariz in diplomiral iz diplomacije (1919) in prava (1926). Hkrati je delal je v jugoslovanski diplomatski službi in bil dopisnik Slovenca. Po vrnitvi v Jugoslavijo je postal zunanjepolitični urednik Slovenca in sodelavec ljubljanskega radia. Pred napadom na Jugoslavijo (1941) je odšel v  New York in nato v London, kjer je kot pomemben predstavnik Slovenske ljudske stranke sodeloval v delu begunske vlade in na BBC vodil oddaje za Slovence. Med drugim je novembra 1941 objavil skupni program slovenske katoliške in liberalne stranke v domovini in tujini - londonske točke. Leta 1944 je na BBC pozval domobrance, naj se pridružijo slovenskim partizanom. Po koncu druge svetovne vojne je ostal v Veliki Britaniji in leta 1949 diplomiral iz zgodovine na univerzi v Cambridgeu. Od leta 1950 je živel v ZDA in sodeloval v delovanju slovenskih begunskih organizacij.
Alojzij Kuhar je bil eden izmed bratov politika in pisatelja Lovra Kuharja, znanega kot Prežihov Voranc, in Avgusta Kuharja, nestorja varnostnih tehnikov in inženirjev.

## Dela
- Alojzij Kuhar, The Conversion of the Slovenes and the German-Slav Ethnic Boundary in the Eastern Alps, New York, Washington, 1959;
- Alojzij Kuhar, Slovene Medieval History : Selected Studies, New York, Washington, 1962;
- Alojzij Kuhar, Beg iz Beograda aprila 1941, ur. Janez A. Arnež, Ljubljana, Washington, 1998;
- Alojzij Kuhar, Pokristjanjevanje Slovencev in nemško-slovanska etnična meja v vzhodnih Alpah, Ravne na Koroškem, Celovec, 2001. (recenzija Danijela Vončine v Mladini Arhivirano 2005-02-08 na Wayback Machine.).